# Conférence de Goma
La conférence de Goma (nom complet : conférence sur la paix, la sécurité et le développement du Nord et du Sud Kivu)  est une conférence qui s'est tenue du 6 janvier 2008 au 23 janvier 2008 en république démocratique du Congo (RDC) dans la ville de Goma, organisée à l'initiative du président Joseph Kabila avec pour objectif de trouver une issue pacifique à la guerre du Kivu.
La conférence était coordonnée par l'abbé Appolinaire Malu Malu , avec le soutien logistique de la Mission des Nations unies en RDC (MONUC) et se déroula au sein des locaux de l'université libre des Pays des Grands Lacs (ULPGL).
La cérémonie d'ouverture fut présidée par le général Denis Kalume Numbi, ministre d'État chargé des Affaires intérieures, représentant personnel du Chef de l'Etat qui n'avait pas pu faire le déplacement,, en présence de représentants de la communauté internationale, dont William Lacy Swing, représentant du secrétaire général des Nations unies en RDC.
Elle rassembla plus de 1500 participants, responsables politiques, délégués de groupes armés, militaires, membres de la société civile et représentants de communautés ethniques et tribales du Nord et du Sud Kivu qui participèrent aux débats et discussions autour de quatre thèmes principaux : enjeux et défis de la paix, enjeux et défis de la sécurité, enjeux et défis du développement et enjeux humanitaires,.
Le Congrès national pour la défense du peuple (CNDP) de Laurent Nkunda y envoya onze délégués, (deux militaires et neuf civils), conduits par Réné Abandi, par ailleurs porte-parole du mouvement.
Divers groupes de participants firent part de leur mécontentement quant à leur représentativité, notamment la société civile par son représentant le professeur Kibiswe, ainsi que les groupes Maï Maï.
Le 21 janvier 2008, à l’issue d’un peu plus de deux semaines de pourparlers les autorités gouvernementales annoncent qu’un accord de paix doit être signé entre le gouvernement de la république démocratique du Congo, le CNDP et les milices Maï-Maï,.
Le 22 janvier 2008, la fin de la conférence est repoussée au 23 janvier 2008, après que les représentants du CNDP aient refusés de ratifier l’accord qu’ils s’étaient engagés à signer la veille, affirmant que le texte ne tenait pas compte des amendements qu'ils avaient proposés, les rebelles exigeant entre autres la prise en compte des crimes de guerre dans la loi amnistie.
Le 23 janvier 2008, au terme des négociations, un acte d'engagement est finalement signé à Goma par tous les groupes armés congolais impliqués dans le conflit du Kivu,. Il prévoit l’application d’un cessez-le-feu total et immédiat. Il est assorti de mesures de suivi de la démobilisation, ou de redéploiement des troupes armées vers l’armée régulière. Ainsi qu'une loi d'amnistie couvrant l'ensemble des faits de guerre depuis 2003 à l'exclusion des crimes de guerre, crimes contre l'humanité et de génocide.